# Mount Wegener
Mount Wegener ist ein 1385 m hoher Berg im ostantarktischen Coatsland. Er ragt im Zentrum der Read Mountains in der Shackleton Range auf.
Luftaufnahmen vom Berg entstanden durch die United States Navy im Jahr 1967. Der British Antarctic Survey nahm zwischen 1968 und 1971 Vermessungen vor. Das UK Antarctic Place-Names Committee benannte den Berg 1972 nach dem deutschen Arktisforscher und Geowissenschaftler Alfred Wegener (1880–1930).